# Satirikon
Satirikon est un journal satirique russe qui a paru de 1908 à 1914.

## Histoire
Elle fut fondée en 1908 par Arkady Avertchenko, qui incorpora la rédaction de Strekoza, alors sur le déclin.

## Auteurs publiés
- Victor Deni
- Aleksei Radakov
- Sacha Tcherny

## Galerie

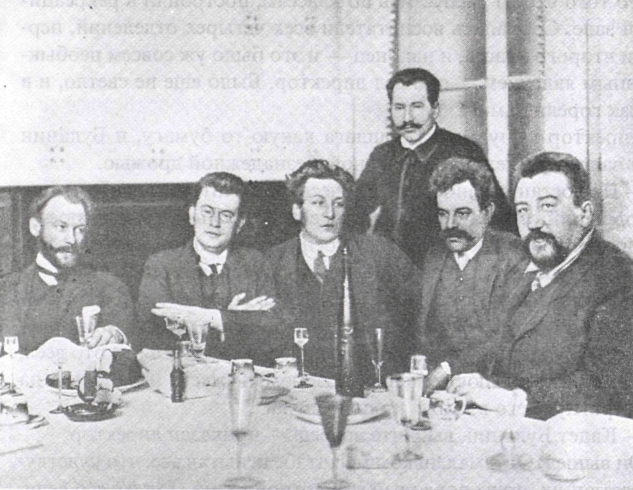
La rédaction en 1909